# عديم الكيس مفلطح الخطم
عديم الكيس مفلطح الخطم أو برص ورقي الأصابع مفلطح الخطم (الاسم العلمي: Asaccus platyrhynchus)، نوع من السحالي من فصيلة ورقيات الأصابع. إنهُ يستوطن شمال سلطنة عمان، في المناطق الصحراوية والصخرية. وصف عديم الكيس مفلطح الخطم لأول مرة وبشكل رسمي في عام 1994.